# Yahya Khan
Agha Muhammad Yahya Khan (Chakwal, 4 febbraio 1917 – Rawalpindi, 10 agosto 1980) è stato un generale e politico pakistano, fu il presidente del Pakistan dal 1969 al 1971.

## Biografia
Intraprese la carriera militare, prestando servizio, durante la Seconda guerra mondiale, alla frontiera nord - occidentale del Paese, in Medio Oriente e in Italia. Dopo l'indipendenza del Pakistan, proclamata nel 1947, Yahya Khan rimase nell'esercito, scalando i vertici militari e divenendo, nel 1969, comandante in capo delle forze armate pakistane; nel marzo dello stesso anno succedette al presidente Ayyub Khan, dimessosi per le forti contestazioni di piazza al suo regime, e impose in tutto il Paese la legge marziale. Yahya Khan rimase alla presidenza dello Stato fino al dicembre del 1971: durante il suo mandato il Pakistan Orientale si proclamò indipendente con il nome di Bangladesh, con l'appoggio della vicina India, che appoggiava i secessionisti. Tutto era cominciato nel 1970, quando il governo reagì in maniera insufficiente per rimediare ai danni di un violento ciclone che aveva colpito le coste del Pakistan orientale; la rabbia della popolazione crebbe quando a Sheikh Mujibur Rahman, il cui partito Lega Awami (Lega Popolare Bengalese) aveva vinto le elezioni nel 1970, venne impedito di prendere mandato.
Dopo un tentativo di compromesso Yahya Khan arrestò Mujibur nelle prime ore del 26 marzo 1971, e lanciò l'Operazione Searchlight, un attacco militare al Pakistan Orientale. I metodi di Yahya furono estremamente sanguinosi, e la violenza della guerra causò molti morti fra i civili. Circa dieci milioni di rifugiati fuggirono nella vicina India. Le stime dei massacrati sono imprecise, ma sono comprese tra i 300.000 e i 3 milioni di morti.
La maggior parte dei leader della Lega Awami fuggirono e organizzarono un governo in esilio a Calcutta, in India. La guerra di liberazione del Bangladesh durò nove mesi, e infine ricevette il sostegno da parte delle forze armate indiane nel dicembre 1971. L'esercito indiano ottenne una decisiva vittoria sul Pakistan il 16 dicembre 1971, catturando oltre 90.000 prigionieri di guerra.
Tutti questi insuccessi contribuirono alla caduta del presidente pakistano, che fu sostituito da Zulfiqar Ali Bhutto, capo del progressista Partito Popolare Pakistano; Yahya Khan fu arrestato nel gennaio 1972 e fu messo agli arresti domiciliari, ma venne rilasciato nel 1974. Ritiratosi a vita privata, morì a Rawalpindi sei anni dopo.